# Malaita Sur
La isla de Malaita Sur, también conocida como Pequeña Malaita o Maramasike, es una pequeña isla en el extremo sur de la isla de Malaita, de la que está separada por el pequeño pasaje de Maramasike. La isla está en la provincia de Malaita, en la parte oriental de las Islas Salomón.
Durante la época colonial el gobierno colonial y los misioneros dividiron la isla en tres distritos: Asimae, Asimeuri y Raroisu. Sin embargo, los nativos de la isla prefieren identificarse tan solo con sus clanes o familias, cuyos lazos de unión son muy fuertes. Dichos clanes gobiernan la isla dividida en regiones tradicionalmente demarcadas llamadas iolas. Los habitantes de la isla hablan un dialecto llamado lengua Sa'a. Esta lengua tiene variaciones de pronunciación, gramática y vocabulario de una iola a otra. La sociedad es patriarcal, en la que los hombres son los cabeza de familia, clan o tribu. Las mujeres juegan un papel menos importante en esta sociedad, aunque son igualmente respetadas. En la isla todavía se practica la pesca de delfines.